# Certificate of Freedom
Das Certificate of Freedom war ein Regierungsdokument, das einem Sträfling in den britischen Strafkolonien in Australien nach Verbüßung der vollen Strafdauer ausgegeben wurde. Es bescheinigte, dass die Person wieder „alle Rechte und Privilegien eines freien Untertanen“ genoss und sich Arbeit suchen oder die Kolonie verlassen durfte.
Die Certificates of Freedom wurden 1810 eingeführt und auf Antrag des Sträflings vom Gouverneur nach Verbüßung der 7, 10 oder 14 Jahre dauernden Strafe erteilt.
Nach Verbüßung der halben Strafe konnte ein Ticket of Leave erteilt werden, das einige Freiheiten, aber immer noch erhebliche Einschränkungen bedeutete. Zu lebenslanger Strafe Verurteilte konnten eine Begnadigung mit oder ohne Bedingungen, aber kein Certificate of Freedom erhalten.
In dem Zertifikat wurden gewöhnlich Ausgabedatum, Name, alternative Namen (soweit vorhanden), das Schiff, mit dem der Sträfling in Australien eingetroffen war, Jahr der Ankunft, Datum der Verurteilung und Strafdauer in Jahren angegeben. Von 1827 bis 1867 wurde auch Geburtsort, Beruf, Geburtsjahr, eine Beschreibung der Person und manchmal Informationen zum Ticket of leave einbezogen.
Das Zertifikates bestand aus zwei Teilen, dem eigentlichen Certificate, das von der freigelassenen Person ständig bei sich getragen werden musste, und dem Butt. Letzterer war die offizielle Kopie und wurde bei den Behörden verwahrt. Die Zertifikate sind wegen des ständigen Gebrauches selten erhalten, die Butts finden sich noch häufig in Archiven.
Eine Abart war das Colonial Certificate of Freedom, das sich auf Straftaten bezog, die in der Kolonie selbst begangen wurden.
Allein in der Kolonie New South Wales wurden etwa 40.000 solcher Zertifikate ausgestellt. Hinzu kamen Tasmanien und Western Australia.